# Чалма

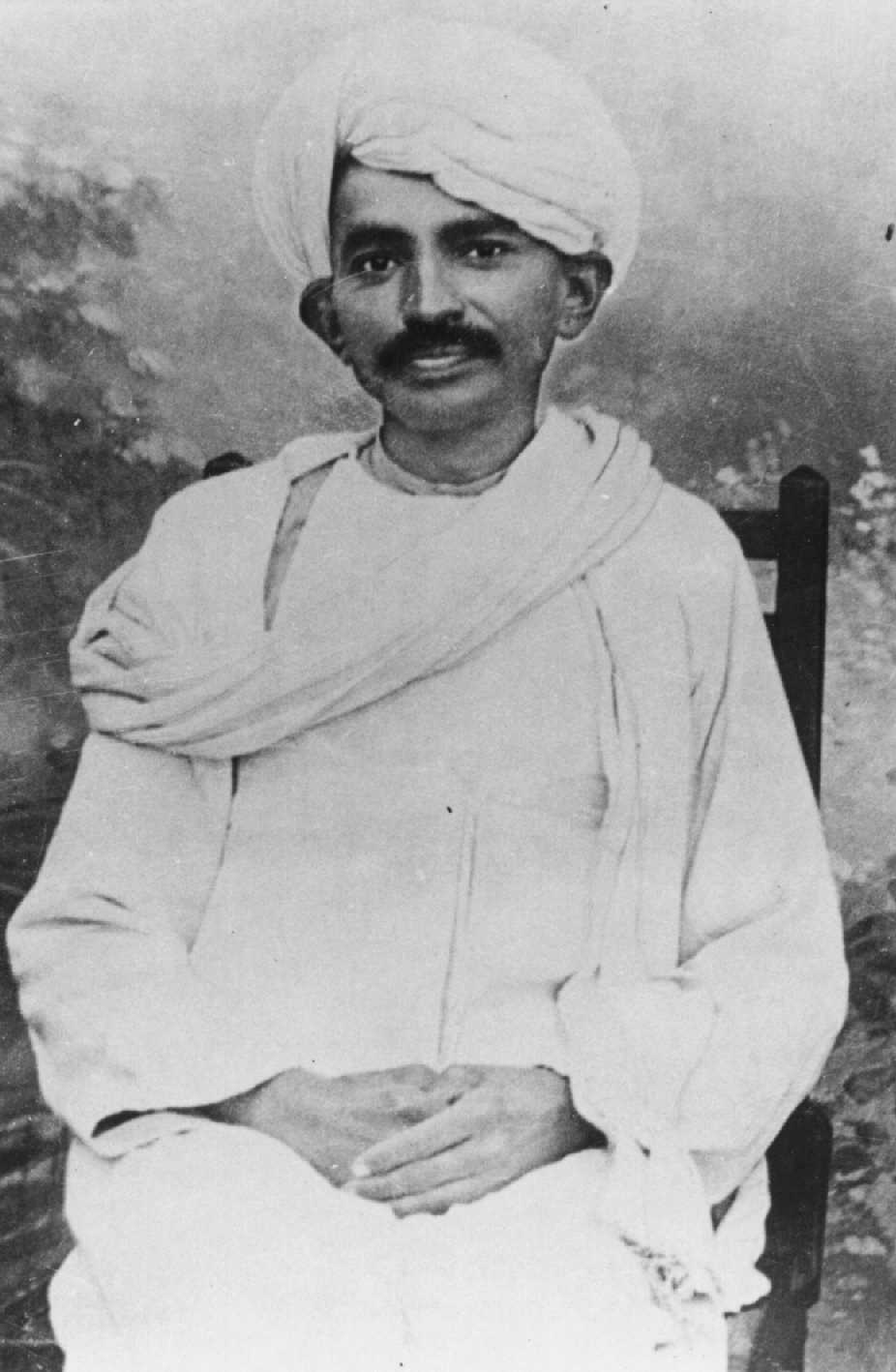
Індус у чалмі

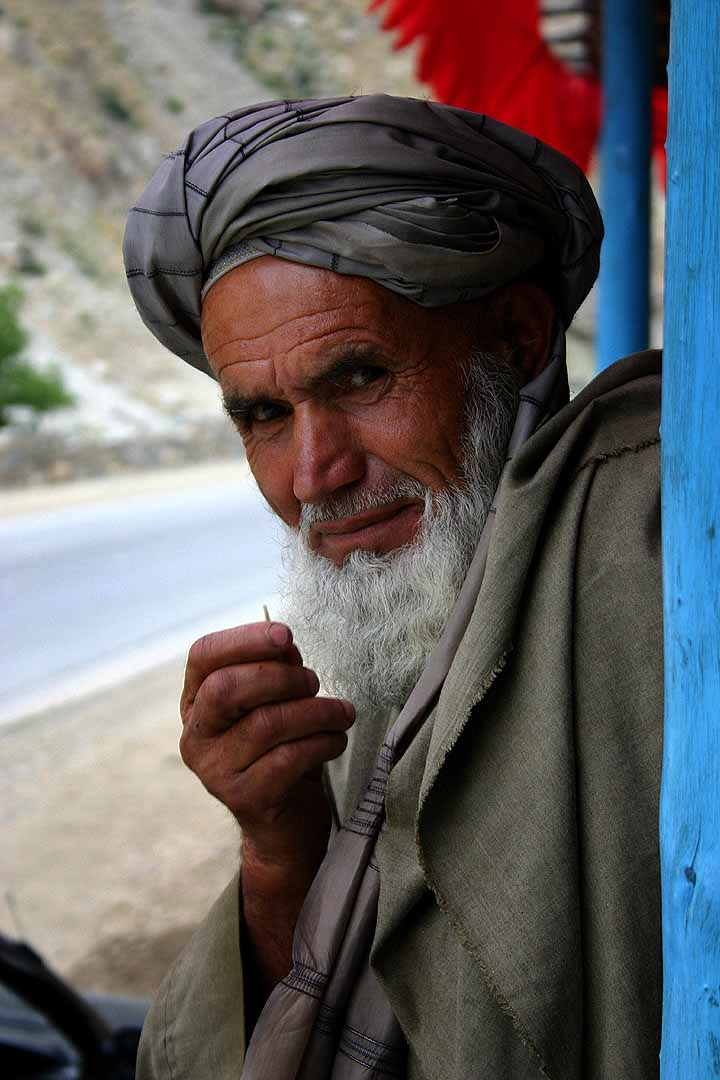
Афганець у чалмі

Чалма́, тюрба́н (від перс. دولبند, dulband — головний убір) — чоловічий, інколи жіночий, головний убір, це шматок тканини, обмотаної навколо тюбетейки, фески чи іншої шапочки. Розповсюджений у народів Північної Африки, Індії та Середньої Азії.
Традиція носіння чалми йде в глибоку давнину. Є біля тисячі видів чалми залежно від довжини тканини, кольору та способів намотування. У минулому чалма вважалась обов'язковою частиною одягу мусульманина, бо її носив Мухаммед.